# 黎安道
黎安道（？—1365年），元朝大臣，元惠宗时中书参知政事。
至正二十五年（1365年）六月戊子，黎安道担任中书参知政事，依附权臣孛罗帖木儿。七月乙酉，孛罗帖木儿败死，七月丙戌，黎安道、方脱脱等也被杀。 